# Ephraim Sykes
Ephraim Manessah Sykes (St. Petersburg, 17 luglio 1985) è un attore statunitense, attivo in campo teatrale, televisivo e cinematografico.

## Biografia
Dopo la laurea alla Fordham University, ha fatto il suo debutto a Broadway nel 2008 nel musical The Little Mermaid, a cui sono seguiti Newsies e Memphis nel 2012. Nel 2015 tornò a Broadway nel musical Motown The Musical e nell'autunno dello stesso anno prese parte al cast della produzione originale di Broadway del musical Premio Pulitzer Hamilton di Lin Manuel Miranda. Nel 2019 è tornato a Broadway nel musical Ain't Too Proud e per la sua interpretazione di David Ruffin è stato candidato al Tony Award al miglior attore non protagonista in un musical.

## Filmografia

### Cinema
- Detroit, regia di Kathryn Bigelow (2017)
- Hamilton, regia di Thomas Kail (2020)

### Televisione
- 30 Rock - serie TV, 2 episodi (2011)
- NYC 22 - serie TV, 1 episodio (2012)
- Smash - serie TV, 8 episodi (2013)
- Vinyl - serie TV, 9 episodi (2016)
- Luke Cage - serie TV, 1 episodio (2016)
- Crisi in sei scene - serie TV, 1 episodio (2016)
- Hairspray Live! - film TV (2016)

## Doppiatori italiani
- Manuel Meli in Detroit